# Jess Ørnsbo
Jess Ørnsbo (født 26. august 1932 på Vesterbro i København, død 13. august 2019) var en dansk forfatter, digter og dramatiker. Han var søn af en stuepige og en kartoffelhandler og gift med forfatterinden Dorrit Willumsen, sammen havde de sønnen Tore Ørnsbo.
Ørnsbo blev i 1964 magister i slavisk filologi med speciale i polsk litteratur.

## Forfatterskabet
Det gennemgående tema i forfatterskabet er revsning af den moderne mentalitets klichéer og fortrængninger, hvilket sker i et vildtvoksende billedstil med barokke sammensætninger. En tendens mod forenkling ses efter 1970´erne, men den underliggende kontrastdigtning fastholdes.
I december 2018 udgav Jess Ørnsbo digtsamlingen "33 digte" og var derved sammen med forfatteren Knud Sørensen blandt de ældste udgivende digtere i Danmark.

## Udvalgt bibliografi
- Digte, 1960
- 14 spil for løst publikum, 1987
- Hjertets søle, 1984

Se under ekstern henvisning for en komplet bibliografi.

## Priser og Legater
Jess Ørnsbo fik tildelt Statens Kunstfonds livsvarige ydelse og modtog bl.a. priser Danske Dramatikeres Hæderspris i 1989.
- 1968 Statens Kunstfond. Produktionspræmie
- 1969 Otto Benzons Forfatterlegat
- 1969 Statens Kunstfond. Engangsydelse
- 1969 Statens Kunstfond. Produktionspræmie
- 1971 Statens Kunstfond. Engangsydelse
- 1972 Statens Kunstfond. Engangsydelse
- 1972 Statens Kunstfond. Produktionspræmie
- 1973 Adam Oehlenschläger Legatet
- 1973 Statens Kunstfond. Engangsydelse
- 1974 Statens Kunstfond. Engangsydelse
- 1975 Statens Kunstfond. Rejselegat
- 1976 Statens Kunstfond. Engangsydelse
- 1976 Johannes Ewalds Legat
- 1976 Kjeld Abell-prisen
- 1977 Statens Kunstfond. Engangsydelse
- 1977 Statens Kunstfond. Produktionspræmie
- 1978 Morten Nielsens Mindelegat
- 1978 Statens Kunstfond. Engangsydelse
- 1979 Statens Kunstfond. Engangsydelse
- 1980 Statens Kunstfond. Produktionspræmie
- 1982 Jeanne og Henri Nathansens Fødselsdagslegat
- 1982 Emil Aarestrup Medaillen
- 1983 Jeppe-Prisen: bedste danske stykke: Fælden
- 1983 Statens Kunstfond. Produktionspræmie
- 1985 Statens Kunstfond. Produktionspræmie
- 1989 Danske Dramatikeres Hæderspris
- 1990 Statens Kunstfond. Arbejdslegat
- 1991 Statens Kunstfond. Rejselegat
- 1995 Preben Harris' Rejselegat
- 1996 Statens Kunstfond. Arbejdslegat
- 1998 Holberg-Medaillen
- 1998 Statens Kunstfond. Produktionspræmie
- 2001 Statens Kunstfond. Arbejdslegat
- 2002 Statens Kunstfond. Produktionspræmie